# TalliBalliToraban
TalliBalliToraban är ett musikalbum av den svenska musikgruppen Joddla med Siv. Det lanserades år 2004. Plattan spelades in i Kristianstad.
TalliBalliToraban är nya trummisen Ulf Petterssons (Bongo-Uffes) första framträdande som trummis i Joddla med Siv.

## Låtlista
Alla låtar skrivna av Steve Ragebla 
1. "Janne från Jakan" – 4:07
2. "Djuren i buren"– 4:39
3. "Surakål" – 4:55
4. "Birgit" – 4:37
5. "Dum i huet" – 4:46
6. "Ruva hyllan ner i myllan"– 5:18
7. "Myggdödar-jojken" – 5:38
8. "Talli Balli Toraban" – 4:38
9. "Alla längtar hem" – 5:52
10. "Rysk hängkåddadans" – 2:41
11. "Dj-Medley Talli Balli" – 5:53
12. "Kärringen å myran" – 1:46

## Medverkande
Joddla Med Siv
- Lukky Martin – sång, läten
- Steve Ragebla - gitarr, skönsång
- Pär Plåt – koreansk baktaktsgitarr, kör
- Mange Magnet – glesbygdssynth, kör
- Jeppe Kaga – grovsträngad gitarr
- Bongo-Uffe – trummor

Bidragande musiker
- Johan Åberg – DJ Mix
- Mikael Petterson – DJ Mix

## Övrigt
- Steve Ragebal skrev "Janne från Jakan" på semester i Thailand 2004.
- Det är Steve Ragebla och Bongo-Uffe som pratar i telefon på "Birgit".